# Léon Gaston Genevier
Léon Gaston Genevier (Saint-Clément-de-la-Place, 18 giugno 1830 – Nantes, 11 luglio 1880) è stato un botanico e farmacista francese.
Durante la sua carriera, era un farmacista a Mortagne-sur-Sèvre e Nantes. Genevier è ricordato soprattutto per le indagini del genere Rubus originarie del bacino della Loira. Era un membro onorario della Société d'études scientifiques d'Angers.

## Pubblicazioni
- Extrait de la florule des environs de Mortagne-Sur-Sèvre (Vendée), 1866.
- Essai monographique sur les Rubus du bassin de la Loire, 1869.
- Premier supplément à l'essai monographique sur les "Rubus" du bassin de la Loire.[1]